# Birgitta Rosenquist-Brorson
Marianne Birgitta Rosenqvist Brorson, född 17 februari 1955 i Ronneby församling, Blekinge län, är en svensk dirigent och organist. År 2008 fick hon UNGiKÖRs utmärkelse Årets barn- och ungdomskörledare. Hon startade och leder Svenska kyrkans nationella ungdomskör.